# ベンベン
ベンベンとは、古代エジプトのヘリオポリス（古代エジプト名「オン」。現在のカイロ周辺の街）にある丘のこと。
「ベン」は｢何回も生む・生まれる｣という意味であり、｢ベンベン｣は「何回も何回も」、つまり「永遠」を意味する。

## 概要
ベンベンとは古代エジプトのヘリオポリス創世神話において、原初の水「ヌン」から最初に顔を出した、そして神が最初に降り立った、原初の丘のこと。大地の基。世界の始まりの地。
ラーはその誕生の際にベンヌの姿をとり、原初の丘「ベンベン」の上にとまったとされる。このような信仰は既に第1王朝の頃には存在していたようである。
話される言葉 : 彼が天空を渡るとき彼が地平線の支配者を見るために、上・下エジプト王、両国の支配者、ニーマートラーの視界を開け！彼が太陽神ラーの息子、アメンエムハトを神、永遠の支配者、沈まないものとして現れさせますように。—碑文の内容

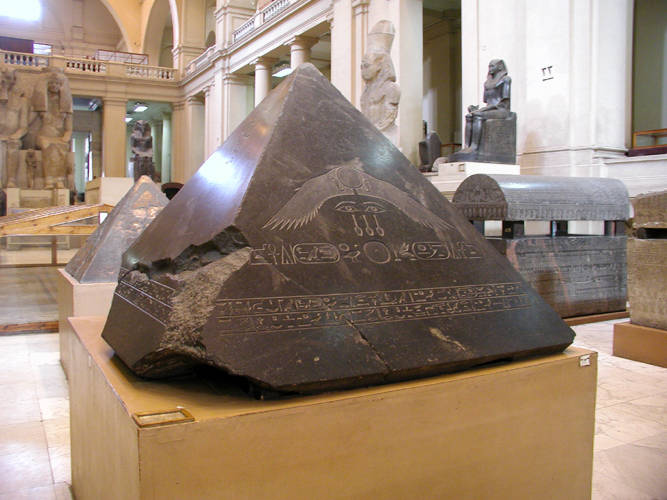
エジプト第12王朝のアメンエムハト3世のピラミッドのキャップストーン。カイロのエジプト考古学博物館所蔵。
話される言葉 : 彼が天空を渡るとき彼が地平線の支配者を見るために、上・下エジプト王、両国の支配者、ニーマートラーの視界を開け！彼が太陽神ラーの息子、アメンエムハトを神、永遠の支配者、沈まないものとして現れさせますように。

太陽光線あるいは原初の丘「ベンベン」を模した四角錐の石造記念物を「ベンベン石」(Benben stone)と呼ぶ。
本来、ベンベン石の表面は鍍金されており、太陽の光に照らされると、あたかもそれ自身が光を発するかのように輝いたという。
ベンベン石はピラミッドやオベリスクの原型とも言われている。
また、ベンベン石は「ピラミッド」や「オベリスク」の頂上に置かれた。ピラミッドの頂上を飾るキャップストーンは「ベンベネト」と呼ばれていた。
異説もあり、「巨大ピラミッドの建設を止めたファラオ達が、ピラミッドの代わりとして、太陽神殿に置くようになったものだ」とも言われている。
ヘリオポリスのラー神殿において、ベンベン石は最も神聖なものとされ、神殿の中央もしくは正面に安置されていた。原初の丘「ベンベン」は「昇る朝日が最初に照らす場所にある」と考えられていたため、ベンベン石の安置場所も、神殿のそのような場所が選ばれたと想像されている。
ヘリオポリスにあるベンベンの丘は再生と復活をつかさどる精霊が宿るとされていた聖なる場所で、ベンベン石にも再生と復活をつかさどる精霊が宿るとされ、後に太陽神アトゥムやラーやアメンと同一視された。